# 我らの生活
『我らの生活』（われらのせいかつ、La nostra vita）は2010年のイタリアのドラマ映画。監督はダニエレ・ルケッティ、出演はエリオ・ジェルマーノとラウル・ボヴァなど。2010年5月20日に第63回カンヌ国際映画祭で初上映され、同映画祭の男優賞をエリオ・ジェルマーノが受賞している。また、イタリアのアカデミー賞にあたる第56回ダヴィッド・ディ・ドナテッロ賞において8部門でノミネートされ、監督賞など3部門で受賞を果たしている。
日本では2012年の一般公開に先立ち、2011年5月にイタリア映画祭2011で『ぼくたちの生活』のタイトルで上映された。

## ストーリー
クラウディオは愛する妻エレナと2人の幼い息子の家族4人で幸せに暮らしていたが、妻は3人目の子を出産して亡くなる。残された3人の子供たちを養うため、クラウディオは一念発起してビル建築の下請けの仕事を始める。友人のアリに資金を貸してもらい、雇い主のポルカーリに紹介された仕事を請け負うが、雇った外国人労働者らと上手く行かずに現場作業が中断し、破産寸前まで追い込まれる。それでも、子供たちの笑顔に支えられたクラウディオは、彼を深く愛してくれている兄ピエロと姉夫婦からの温かい金銭的援助で何とか最初の仕事をやり遂げる。
メインストーリーと並行して、主人公らが工事現場で事故死したルーマニア人夜警の死体を隠してまでして工事を継続せざるをえないというエピソードを通じて、無理な納期などの過酷な条件を課せられている下請けの実態をはじめ、雇用の厳しさと外国人不法労働者の問題、それに伴う外国人に対する差別意識などの社会問題が描かれている。

## キャスト
- クラウディオ・デ・ローザ: エリオ・ジェルマーノ - 建設現場で働く男。
- ピエロ: ラウル・ボヴァ - クラウディオの兄。警察官。独身。
- エレナ・デ・ローザ: イザベラ・ラゴネーゼ（イタリア語版） - クラウディオの妻。
- アリ: ルカ・ジンガレッティ - クラウディオの友人。裏稼業の男。車椅子。
- ロレダーナ（リリアーナ）: ステファニア・モントーシ（イタリア語版） - クラウディオの姉。
- ポルカーリ: ジョルジョ・コランジェリ（イタリア語版） - クラウディオの雇い主。
- ガブリエラ: アリーナ・ベルズンツェアヌ - 事故死したルーマニア人警備員の内縁の妻。ルーマニア移民。
- アンドレイ: マリウス・イグナート - 事故死した警備員とガブリエラの息子。太めの少年。
- ヴィットリオ: エミリアーノ・カンパニョーラ - ロレダーナの夫。

## 評価
| 賞                             | 部門             | 対象                                                           | 結果       | 備考                                                                                                 |
| ------------------------------ | ---------------- | -------------------------------------------------------------- | ---------- | --- |
| カンヌ国際映画祭               | パルム・ドール   |                                                                | ノミネート | |
| カンヌ国際映画祭               | 男優賞           | エリオ・ジェルマーノ                                           | 受賞       | |
| ダヴィッド・ディ・ドナテッロ賞 | 作品賞           |                                                                | ノミネート | |
| ダヴィッド・ディ・ドナテッロ賞 | 監督賞           | ダニエレ・ルケッティ                                           | 受賞       | |
| ダヴィッド・ディ・ドナテッロ賞 | 脚本賞           | ダニエレ・ルケッティ サンドロ・ペトラリア ステファノ・ルッリ   | ノミネート | |
| ダヴィッド・ディ・ドナテッロ賞 | 主演女優賞       | イザベラ・ラゴネーゼ                                           | ノミネート | |
| ダヴィッド・ディ・ドナテッロ賞 | 主演男優賞       | エリオ・ジェルマーノ                                           | 受賞       | |
| ダヴィッド・ディ・ドナテッロ賞 | 助演男優賞       | ラウル・ボヴァ                                                 | ノミネート | |
| ダヴィッド・ディ・ドナテッロ賞 | 編集賞           | ミルコ・ガッローネ                                             | ノミネート | |
| ダヴィッド・ディ・ドナテッロ賞 | 音響賞           | ブルーノ・プッパロ                                             | 受賞       | |
| ヨーロッパ映画賞               | 主演男優賞       | エリオ・ジェルマーノ                                           | ノミネート | |
| ナストロ・ダルジェント賞       | 最優秀作品監督賞 | ダニエレ・ルケッティ                                           | ノミネート | |
| ナストロ・ダルジェント賞       | プロデューサー賞 | マルコ・キメンツ リカルド・トッツィ ジョヴァンニ・スタビリーニ | ノミネート | |
| ナストロ・ダルジェント賞       | 脚本賞           | ダニエレ・ルケッティ サンドロ・ペトラリア ステファノ・ルッリ   | ノミネート | |
| ナストロ・ダルジェント賞       | 主演男優賞       | エリオ・ジェルマーノ                                           | 受賞       | クリスチャン・デ・シーカ（『Il figlio più piccolo』）との同時受賞                                    |
| ナストロ・ダルジェント賞       | 助演男優賞       | ルカ・ジンガレッティ 『Il figlio più piccolo』の演技と合わせて | 受賞       | エンニオ・ファンタスティキーニ（『あしたのパスタはアルデンテ』）との同時受賞                         |
| ナストロ・ダルジェント賞       | 助演女優賞       | イザベラ・ラゴネーゼ 『Due vite per caso』の演技と合わせて     | 受賞       | ルネッタ・サヴィーノ、エレナ・ソフィア・リッチ（どちらも『あしたのパスタはアルデンテ』）との同時受賞 |
| ナストロ・ダルジェント賞       | 撮影賞           | クラウディオ・コレピッコロ                                     | ノミネート | |
| ナストロ・ダルジェント賞       | 編集賞           | ミルコ・ガッローネ                                             | ノミネート | |
| ナストロ・ダルジェント賞       | 音響賞           | ブルーノ・プッパロ                                             | 受賞       | カルロ・ミッシデンティ（『やがて来たる者へ』）との同時受賞                                           |
| ナストロ・ダルジェント賞       | 作曲賞           | フランコ・ピエルサンティ                                       | ノミネート | |